# Classe Bismarck
La classe Bismarck fu una classe di navi da battaglia tedesca della seconda guerra mondiale. La capoclasse è famosa per l'affondamento dell'incrociatore da battaglia Hood e per la successiva caccia che le venne data, che portò alla sua distruzione; l'unica altra unità della classe fu la Tirpitz.

## Il piano di riarmo navale tedesco
La classe fu armata in funzione di un nuovo sviluppo della Kriegsmarine dopo che Hitler denunciò gli accordi anglo-tedeschi relativi alle limitazioni agli armamenti (dopo che erano decadute le precedenti limitazioni imposte dal Trattato di Versailles). Il piano di riarmo navale tedesco prevedeva un numero di grandi navi che non poteva competere con la Royal Navy, ma che fosse qualitativamente all'avanguardia. Tra i risultati di questa politica vi fu una corazzata che poteva considerarsi tra le più potenti del suo tempo.
Le prime navi che entrarono in servizio furono le Panzerschiff ("navi corazzate", che i britannici definirono "corazzate tascabili") della classe Deutschland (1931) che, pur rispettando formalmente i limiti del Trattato di Versailles, presentavano innovazioni tecniche tali da poterle classificare fra le navi più potenti dell'epoca.
Nel 1936 fu impostata la Bismarck, che avrebbe dovuto rappresentare la nuova frontiera delle corazzate (o navi da battaglia). Oltre alla Bismarck era prevista un'altra corazzata della stessa classe (la Tirpitz) e, successivamente la costruzione di una portaerei (Graf Zeppelin). Tutte queste navi avrebbero dovuto essere schierate per il 1944, ma, all'inizio della seconda guerra mondiale solo la Bismarck era in stato di approntamento abbastanza avanzato e fu consegnata pochi giorni prima dell'inizio della guerra, mentre la Tirpitz fu consegnata solo il 25 febbraio 1941 e la Graf Zeppelin fu varata ma mai completata anche per l'opposizione di Göring.

## Le prove

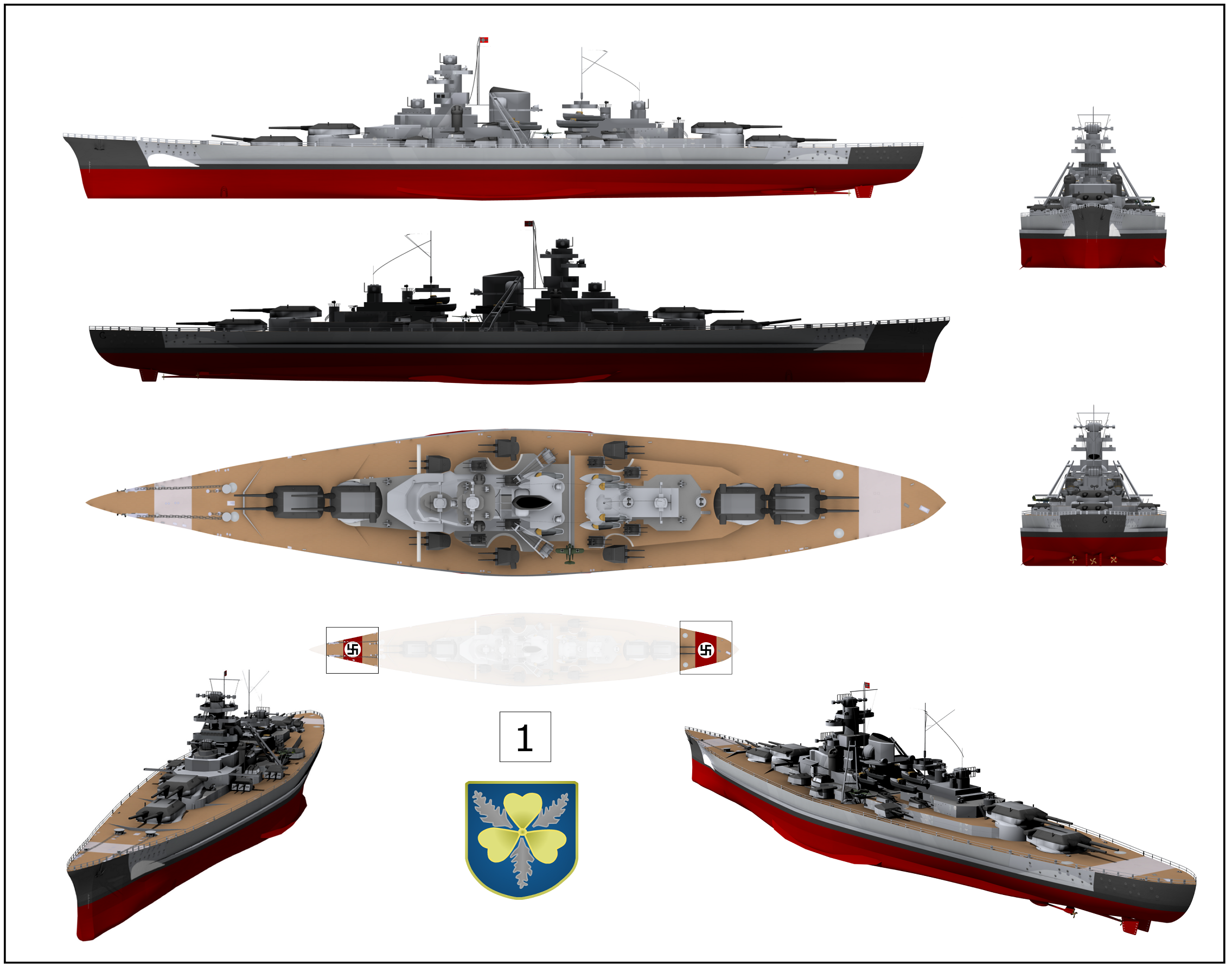
profili della Bismarck

La Bismarck fu consegnata ad Amburgo; al suo comando fu messo Ernst Lindemann, ed iniziò le prove in mare nel Mar Baltico. Nel marzo del 1941 effettuò le prove di tiro a Gotenhafen ed alla fine iniziò l'addestramento di squadra con l'incrociatore pesante Prinz Eugen.
Mentre la Bismarck addestrava il suo equipaggio e metteva a punto i sistemi di bordo le altre navi da battaglia tedesche, ora che potevano fare base a Brest cercavano di impegnare il traffico navale della Gran Bretagna. A quel punto il comandante dell'OKM (Oberkommando der Marine), ammiraglio Raeder, decise di utilizzare la Bismarck per proteggere le navi di superficie da interferenze delle corazzate britanniche, oltre che, naturalmente, per attaccare i mercantili che rifornivano la Gran Bretagna. Per questo all'inizio di aprile la squadra ebbe l'ordine di trasferirsi nell'Atlantico, dove si sarebbe riunita con il Gneisenau per impegnare il traffico mercantile diretto verso la Gran Bretagna. Si trattava di ciò che l'Ammiragliato britannico da tempo paventava. L'operazione, chiamata Operazione Rheinübung, presentava un pericolo potenziale estremamente elevato per il traffico mercantile, che era l'arteria da cui si nutriva la Gran Bretagna, isolata dall'Europa. Al comando del gruppo navale fu messo l'ammiraglio Gunther Lütjens.
La Tirpitz, entrata in servizio molto dopo lo scoppio della seconda guerra mondiale, partecipò a pochissime azioni belliche, passando la maggior parte della sua vita a nascondersi nei fiordi norvegesi dagli attacchi degli Alleati; di fatto essa ebbe funzione di "fleet in being", cioè quella di tenere occupata una gran quantità di forze nemiche per via della sua pericolosità potenziale.
Dopo l'affondamento della gemella Bismarck, fu soprannominata dai norvegesi "La regina solitaria del Nord" ("Den ensomme Nordens Dronning").

## La vita operativa

### Bismarck

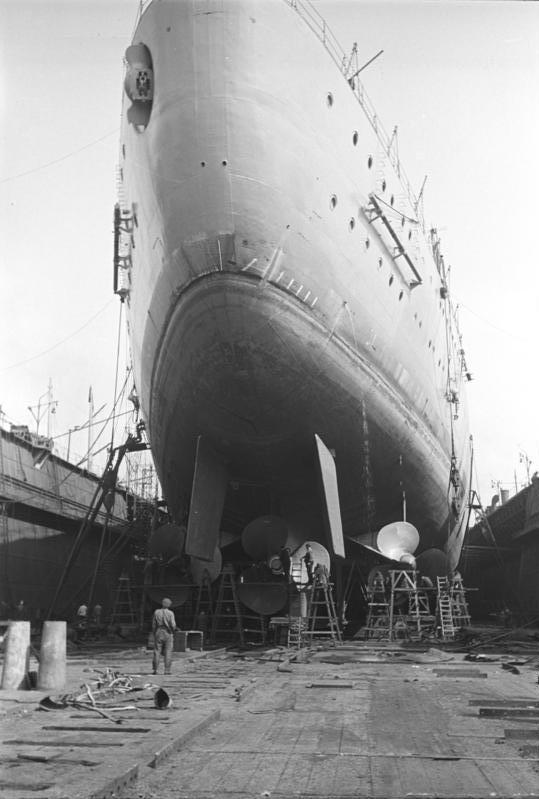
La Bismark in bacino

L'unica operazione cui partecipò la nave fu l'operazione Rheinübung ed alle 5:52 del 24 maggio 1941 l'Hood apriva il fuoco sul Prinz Eugen, dando inizio alla battaglia dello stretto di Danimarca. La Hood venne centrata, nella parte posteriore rispetto ai due fumaioli, prima da una salva della Prinz Eugen (la terza) e poi dalla quarta salva della Bismarck. Un proiettile perforò i pontoni corazzati ed esplose in una santabarbara contenente i proietti da 381, provocando un'enorme esplosione che spezzò in due parti la nave inglese. Alle 6:00 l'Hood affondava con tutto il suo equipaggio (3 superstiti), alle 6:09 Bismarck e Prinz Eugen cessavano il fuoco sulla Prince of Wales, che, pesantemente danneggiata, rompeva il contatto con la squadra tedesca. A questo punto non c'erano più ostacoli perché le due navi potessero entrare nell'Atlantico.

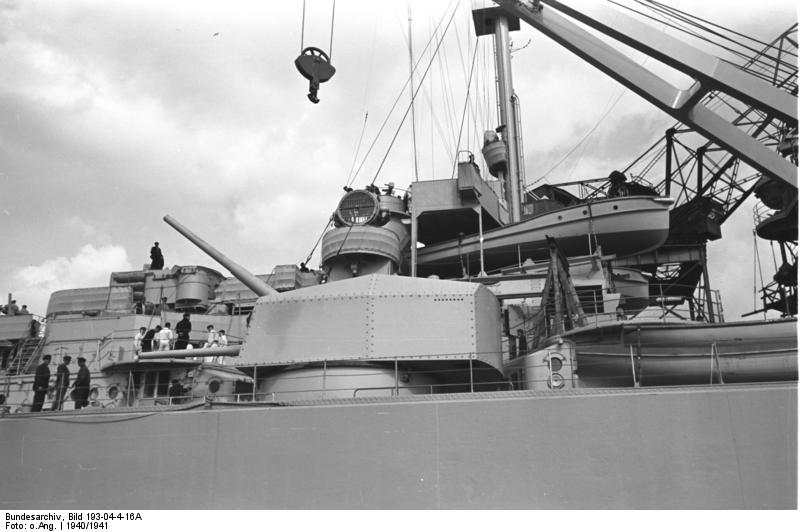
Vista di una delle torri da 150 mm

Nel corso del combattimento la Bismarck aveva incassato tre colpi dalla Prince of Wales, mentre due di questi avevano provocato danni non troppo pesanti, il terzo, a prua ed a livello della linea di galleggiamento, aveva provocato una perdita di nafta ed un allagamento dei serbatoi, che, provocando appruamento, impedivano alla nave di tenere la piena velocità, quindi la Bismarck dovette puntare su un porto amico. I porti amici più vicini erano quelli norvegesi, a circa 1000 miglia, mentre i porti francesi erano a circa 1600 miglia. Lütjens prese infine la decisione di puntare verso la Francia, per cercare di approdare a Brest.
Appena fu noto l'esito della battaglia dello stretto di Danimarca l'Ammiragliato spostò tutte le navi che aveva a disposizione nell'Atlantico, dalla King George V fino alle vecchie corazzate della Prima guerra mondiale. La mattina successiva (25 maggio) Lütjens, convinto di essere ancora pedinato dagli inglesi, inviò un lungo messaggio radio, che, intercettato dalle stazioni inglesi, permise una triangolazione della posizione della Bismarck, triangolazione tuttavia errata (data la distanza fra la nave e le stazioni di intercettazione radio la base di triangolazione era piuttosto stretta, quindi un piccolo errore dell'angolo provocava un fortissimo errore sulla posizione), che mandò fuori rotta la Home Fleet e la squadra Suffolk, Norfolk (la Prince of Wales si era allontanata dagli incrociatori, una volta perso il contatto con la Bismarck). L'errore non fu corretto che alle 16:30 del pomeriggio, quando però alcuni incrociatori e cacciatorpediniere si erano diretti verso le basi per rifornirsi di nafta.
Solo alle 10.30 del 26 maggio un Catalina della 209ª Squadriglia ritrovò la Bismarck, individuò la posizione e lanciò un messaggio all'Ammiragliato. Da quel momento la Bismarck tornò ad essere sotto il controllo britannico. Alla nave mancavano meno di 700 miglia per raggiungere Brest, ma non sarebbero state miglia facili, con tutte le forze britanniche disponibili che convergevano verso di lei. La forza più vicina era la Forza H, quindi poco prima delle 15 furono lanciati gli Swordfish della Ark Royal, che rientrarono prematuramente dopo un attacco contro lo Sheffield (confuso con la Bismarck). Alle 19:10 l'Ark Royal lanciò nuovamente gli Swordfish, che alle 20:53 giunsero a contatto con la nave tedesca. Gli aerosiluranti misero a segno due colpi, uno a centro nave, che, esplodendo sulla cintura, non provocò danni, ed uno sulla poppa che segnò il destino della Bismarck danneggiando il meccanismo di controllo del timone, che rimase bloccato a 15º.
Sulla Bismarck si tentò di manovrare con le eliche, con risultati pratici nulli. Alle 8:43 la Home Fleet avvistò la Bismarck, che stava navigando a 6 nodi. La prima nave ad aprire il fuoco fu il Rodney alle 8.47, da 19 km, seguito dopo un minuto dalla King George V. La Bismarck inizialmente tentò di rispondere al fuoco, ma, impedita a mantenere una rotta stabile, riuscì solamente a mettere qualche salva "a cavallo" del Rodney, senza procurargli danni sensibili. La King George V non riuscì a colpire il bersaglio con le sue artiglierie, mentre il Rodney fra le 8:49 e le 9:10 aveva messo sulla Bismarck 4 colpi da 406 mm, provocando danni sia alla direzione di tiro sia alle torri prodiere (le uniche che potevano impegnare le navi britanniche). Altri due colpi (356 mm) arrivarono dalla King George V alle 9.13 sulla nave tedesca, a prua e a poppa. Un minuto dopo il Rodney metteva fuori uso anche la direzione di tiro secondaria, e la Bismarck non fu più in grado di reagire alle salve nemiche. La torre "Dora" (cioè la torre D, quella più vicina alla poppa della nave) tirò il suo ultimo colpo alle 9:31. Da quel momento la Bismarck si comportò come un pontone per il tiro delle navi britanniche, che ormai sparavano da meno di 9 km, a quel punto circa 300 colpi centrarono la nave tedesca. Da fonti tedesche, pare che alle 9:30 Lindemann (sembra infatti che Lütjens, vedendo ormai fallita la missione con la perdita sicura della nave, si sia suicidato nella notte precedente lo scontro) ordinasse di iniziare le operazioni per l'autoaffondamento della Bismarck, mentre fonti inglesi descrivono come l'Ammiraglio Tovey, non capacitandosi del fatto che la Bismarck galleggiasse ancora, facesse cessare il fuoco da parte delle navi da battaglia inglesi e quindi ordinasse che fosse infine affondata la nave corazzata tedesca facendola silurare dall'incrociatore Dorsetshire: in ogni caso, alle 10.36 del 27 maggio la Bismarck scomparve sotto la superficie del mare, con le eliche ancora in moto e la bandiera da guerra a picco.

### Tirpitz

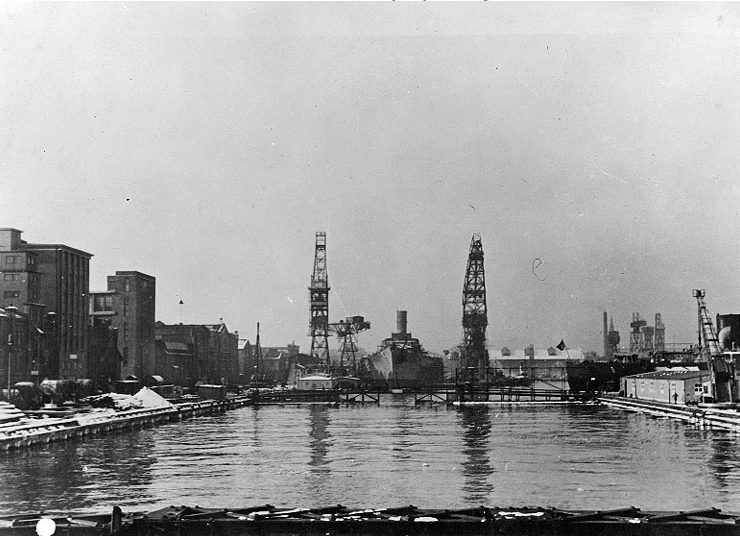
La corazzata tedesca Tirpitz durante la costruzione a Wilhelmshaven nel 1940

La nave venne ordinata ai cantieri navali Marinewerft di Wilhelmshaven il 14 giugno 1936, ed impostata sullo Scalo n.2 il 24 ottobre dello stesso anno (anche se la cerimonia ufficiale di impostazione si tenne il 2 novembre). La nave venne varata il 1º aprile 1939 e battezzata con il nome di Tirpitz in onore di Alfred von Tirpitz, ammiraglio della Kaiserliche Marine; madrina del varo fu la figlia dello stesso ammiraglio, Frau von Hassel.
Ancor prima di essere dichiarata operativa, la nave venne ripetutamente attaccata dalla Royal Air Force britannica: tra il luglio 1940 e il febbraio 1941 la nave subì ben 16 bombardamenti aerei ad opera di bombardieri Hampden, Whitley e Wellington della RAF, ma non riportò danni apprezzabili. La nave entrò in servizio il 25 febbraio 1941 al comando del capitano Friedrich Carl Topp.
Inizialmente la nave venne assegnata alla flotta che operava nel Mar Baltico, ma questa formazione venne sciolta dopo poco tempo e la Tirpitz venne inviata in Norvegia, da dove avrebbe dovuto prendere parte alle missioni contro i convogli che rifornivano l'Unione Sovietica; la nave giunse a Trondheim il 12 gennaio 1942. Il 6 marzo 1942 prese parte alla sua prima missione operativa (Operazione Sportpalast) cercando di attaccare il convoglio PQ-12, ma le avverse condizioni del mare impedirono l'intercettamento; la portaerei britannica HMS Victorious lanciò contro la nave dodici aerosiluranti Fairey Albacore, ma l'attacco non ebbe esito e due aerei furono abbattuti. La breve missione mise subito in luce un grave aspetto negativo che avrebbe fortemente condizionato le future operazioni della nave: in un solo giorno di navigazione la Tirpitz e i suoi cacciatorpediniere di scorta avevano consumato 8.100 tonnellate di carburante, una cifra insostenibile in quel momento per la Germania.
Nella notte tra il 30 e il 31 marzo, la nave, ancorata a Trondheim, fu oggetto di un pesante attacco aereo ad opera di bombardieri Halifax e Lancaster, i soli velivoli dotati di sufficiente autonomia per raggiungere Trondheim dalla Gran Bretagna; la scarsa visibilità e la cortina fumogena stesa sopra la corazzata fecero fallire la missione, e dodici aerei furono abbattuti. Il 2 luglio la Tirpitz uscì in mare per attaccare il convoglio PQ-17 (Operazione Rösselsprung), ma le avverse condizioni meteo fecero ancora una volta fallire l'intercettamento; il sommergibile sovietico K 21 dichiarò di aver colpito la corazzata con un siluro, ma la nave non riportò alcun danno. Le difficoltà riscontrate nella navigazione nelle acque artiche obbligarono la nave a sottoporsi ad alcuni lavori di manutenzione a Trondheim.
Tra il 26 e il 30 ottobre 1942, i britannici cercarono di attaccare la Tirpitz impiegando i sommergibili tascabili Chariot, copia britannica dei SLC italiani (Operazione Title). Il peschereccio Arthur, dotato di equipaggio norvegese, trasportò due Chariot e sei sommozzatori britannici fino all'imboccatura del fiordo di Trondheim; i Chariot vennero calati in acqua e agganciati all'Arthur con una speciale attrezzatura, che permetteva al peschereccio di rimorchiarli mantenendoli sotto il pelo dell'acqua. La nave riuscì ad avvicinarsi ad una distanza di 5 miglia dalla Tirpitz, ma una improvvisa tempesta ruppe i cavi di rimorchio, e i Chariot affondarono prima che i sommozzatori britannici potessero riprendere il controllo. L'equipaggio dell'Arthur e i sommozzatori vennero in parte fatti prigionieri dai tedeschi.
Il 6 marzo 1943 la nave tornò in mare (Operazione Sizilien), bombardando con i suoi grossi calibri alcune installazioni britanniche sull'isola di Spitsbergen insieme all'incrociatore Scharnhorst. Poco dopo, la nave si trasferì nel fiordo di Alta.
Nel settembre del 1943, l'Ammiragliato britannico decise di tentare un nuovo attacco alla Tirpitz impiegando i minisommergibili Classe X (Operazione Source); sei di questi vennero traninati da sommergibili normali fino all'imboccatura del fiordo di Alta. Il tenente Donald Cameron, al comando dell'X 6, riuscì invece ad avvicinarsi alla Tirpitz e a trovare un varco nella rete parasiluri disposta intorno alla nave; mentre si avvicinava allo scafo, tuttavia, l'X 6 urtò un banco di sabbia, facendo spuntare dall'acqua parte della torretta e mettendo così in allarme le sentinelle tedesche. Mentre i tedeschi aprivano il fuoco con le mitragliatrici e i cannoncini, Cameron riuscì ad avvicinarsi ulteriormente alla Tirpitz, riuscendo anche a sganciare le due cariche a tempo di cui era dotato, che rotolarono però a poca distanza dallo scafo della nave. Poco dopo l'X 6 riemerse, e Cameron e gli altri tre membri dell'equipaggio vennero fatti prigionieri. Mentre i tedeschi erano impegnati a prestare soccorso all'equipaggio dell'X 6, davanti alla Tirpitz emerse dall'acqua l'X 7 del tenente Basil Place; l'X 7 era riuscito ad aprirsi un varco nella rete parasiluri e ad avvicinarsi allo scafo della corazzata, depositando come previsto le due cariche a tempo di cui era dotato. Mentre si allontanava, l'X 7 rimase impigliato nella rete parasiluri, e nel tentativo di liberarsi era riemerso; i tedeschi aprirono subito il fuoco sul piccolo mezzo, che tuttavia fu in grado di divincolarsi dalla rete e di fuggire.
Informato dell'accaduto, il capitano della Tirpitz Hans Meyer ordinò di condurre la nave in acque più profonde. Mentre erano in corso queste manovre, la corazzata venne investita da due potenti esplosioni. L'onda d'urto delle detonazioni raggiunse anche l'X 7, facendolo riaffiorare; Place e un altro marinaio riuscirono ad abbandonare il sommergibile, che poco dopo affondò trascinando con sé gli altri due membri dell'equipaggio. La Tirpitz rimase a galla, ma riportò danni gravissimi: le quattro torri dei cannoni da 380 mm si staccarono dai basamenti, uno dei cannoni da 150 mm rimase completamente bloccato, i meccanismi di tiro subirono gravi danni, e il rivestimento della turbina di babordo si piegò impedendo alle eliche di girare; la tenuta stagna aveva impedito l'affondamento, ma nello scafo si aprirono varie falle e un certo numero di intelaiature venne spezzato. Il fatto che la nave fosse ancora a galla trasse in inganno la ricognizione britannica, che si rese conto dei danni riportati dalla corazzata solo al termine della guerra. I tenenti Cameron e Place vennero decorati con la Victoria Cross, mentre agli altri membri dell'equipaggio dei due sommergibili vennero distribuite tre Distinguished Service Order e una Conspicuous Gallantry Medal.

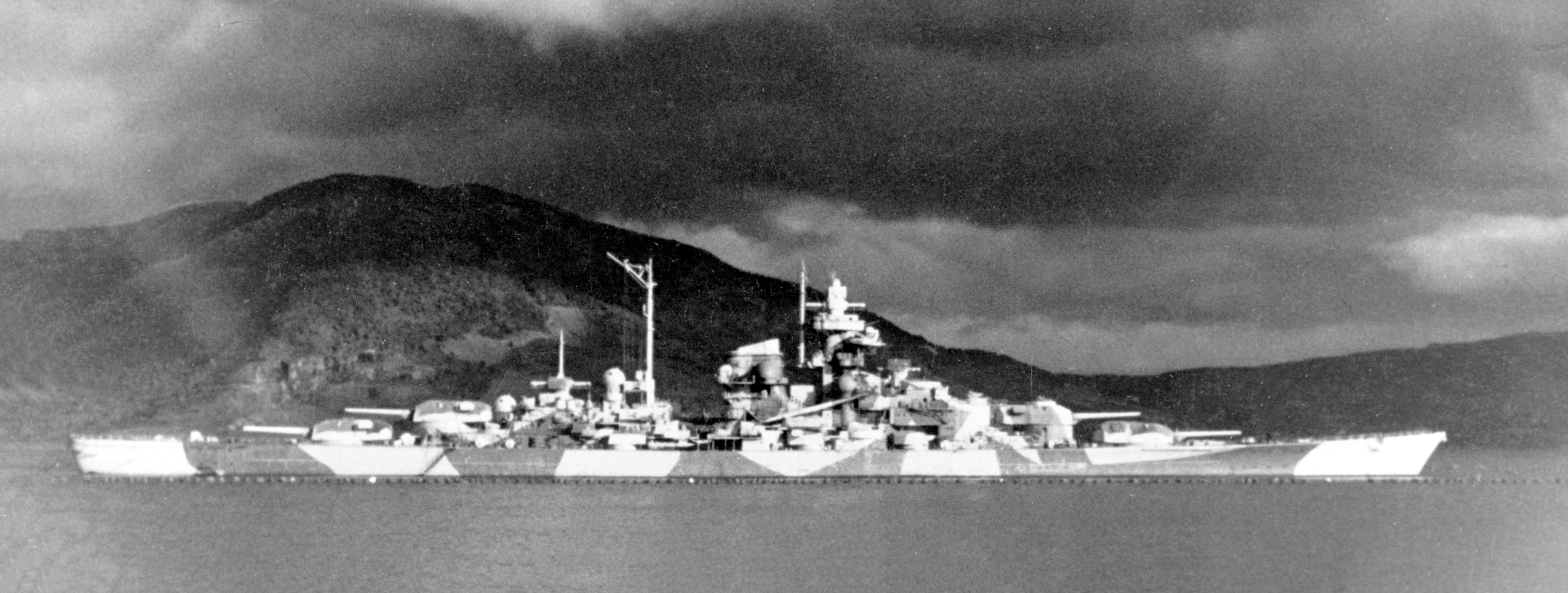
La corazzata tedesca Tirpitz, fotografata nel fiordo di Alta

La Tirpitz venne trainata nel fiordo di Kaa, un crepaccio al largo del fiordo di Alta; sulle scogliere venne disposto un gran numero di batterie contraeree, mentre sulle pareti del fiordo venne installata una conduttura in grado di avvolgere in breve tempo la nave con una cortina fumogena. Nell'aprile del 1944, la Royal Navy pianificò una nuova serie di bombardamenti contro la corazzata, questa volta ad opera di bombardieri in picchiata imbarcati su portaerei. Il 3 aprile venne lanciato il primo attacco (Operazione Tungsten): una grossa squadra navale, composta dalle portaerei HMS Victorious e HMS Furious, dalle navi da battaglia HMS Duke of York e HMS Anson e da 14 tra incrociatori e cacciatorpediniere, lanciò 42 bombardieri Fairey Barracuda e vari caccia Corsair, Hellcat e Wildcat di scorta. Attaccando in due ondate, i bombardieri britannici piazzarono 15 bombe da 500 kg sulla corazzata: alcune bombe esplosero sulle torrette corazzate provocando pochi danni, ma altre penetrarono il ponte superiore ed esplosero nei compartimenti sottostanti, provocando 122 morti e 316 feriti tra i membri dell'equipaggio; nonostante l'incendio scoppiato, la nave non riportò danni gravi. I britannici persero due Barracuda e un Hellcat. Vista la mancanza di strutture portuali adeguate ad una nave delle dimensioni della Tirpitz, le riparazioni dovettero essere effettuate in acqua, e, nonostante l'arrivo di numerosi tecnici ed operai direttamente dalla Germania, procedettero lentamente. Il compito di attaccare la Tirpitz tornò di nuovo ai bombardieri pesanti della RAF. Il 15 settembre 27 Lancaster attaccarono la corazzata impiegando le bombe Tallboy dal peso di 5.400 kg; delle 16 bombe effettivamente lanciate, una sola colpì la nave, trapassando il ponte e il rivestimento laterale ed esplodendo in acqua, deformando gravemente lo scafo a prua.
Vista l'impossibilità di riportare la nave in Germania per le riparazioni, l'ammiraglio Karl Dönitz, comandante della Kriegsmarine, ordinò di trasferire la nave in acque più basse, dove, in caso di affondamento, sarebbe stato possibile recuperarla. Spostandosi alla velocità ridotta di 10 nodi, la Tirpitz giunse a Sørbotn, presso Tromsø, dove venne adibita a batteria costiera galleggiante. Il 12 novembre 1944, la nave venne attaccata da 31 Lancaster (Operazione Catechism); delle 29 Tallboy effettivamente lanciate, tre colpirono la corazzata, perforando il ponte corazzato al centro della nave, distruggendo due caldaie e una sala macchine e provocando uno squarcio lungo 14 metri nello scafo. Le fiamme avvolsero in breve tempo la nave, che iniziò ad inclinarsi. Dopo che un'altra esplosione ebbe squarciato la torre n.3, la nave si capovolse completamente e affondò, anche se la cima della chiglia rimase fuori dall'acqua. Dei 1.700 membri dell'equipaggio presenti a bordo, 1.058 persero la vita (tra cui il nuovo comandante, capitano di vascello Weber), mentre 87 furono salvati dalle squadre di salvataggio che praticarono fori nella chiglia con le fiamme ossidriche.
Al termine della guerra, lo scafo venne venduto come ferraglia al governo norvegese e demolito tra il 1948 e il 1957.